# Carl Blegen
Carl William Blegen, född den 27 januari 1887, död den 24 augusti 1971, var en amerikansk arkeolog.
Blegen var av norskt ursprung. Han blev professor vid universitetet i Cincinnati 1927. Blegen ledde flera betydelsefulla utgrävningar i Grekland och var en av samtidens främsta kännare av Greklands förhistoriska kultur. Genom undersökningar på Peleponnesos kunde han klarlägga bronsålderns kronologi på Greklands fastland, och skapade tillsammans med Alan Wace den kronologiska indelningen av den egeiska kulturen. Kenyon tilldelades Kenyon Medal for Classical Studies 1963. Bland hans skrifter märks Premycenaean pottery (1916-1918, tillsammans med Alan Wace) och boplatsundersökningarna Korakou (1921), Zygouries (1928) och Prosymna (2 band, 1937).